# Diporiphora valens
Diporiphora valens är en ödleart som beskrevs av  Storr 1980. Diporiphora valens ingår i släktet Diporiphora och familjen agamer. Inga underarter finns listade i Catalogue of Life.